# Vitreorana gorzulae
Espèce
Synonymes
- Centrolenella gorzulae Ayarzagüena, 1992
- Centrolene gorzulai (Ayarzagüena, 1992)
- Centrolenella auyantepuiana Señaris & Ayarzagüena, 1994 "1993"
- Centrolene papillahallicum Noonan & Harvey, 2000
- Centrolene lema Duellman & Señaris, 2003

Statut de conservation UICN

 DD  : Données insuffisantes
Vitreorana gorzulae est une espèce d'amphibiens de la famille des Centrolenidae.

## Répartition
Cette espèce se rencontre de 1 800 à 1 900 m d'altitude :
- au Venezuela dans l'État de Bolívar sur le Tepuy Auyan, l'Atapare et la Sierra de Lema ;
- au Guyana sur le Tepuy Maringma et le mont Peters.

Sa présence est incertaine au Brésil.

## Description
Vitreorana gorzulae mesure de 19,2 à 22,5 mm.

## Étymologie
Cette espèce est nommée en l'honneur de Stefan Jan Filip Gorzula.

## Publication originale
- Ayarzagüena, 1992 : Los centrolenidos de la Guayana Venezolana. Publicaciones de la Asociación de Amigos de Doñana, vol. 1, p. 1-46.